# Гипсипила
Гипсипила, Ипсипила (др.-греч. Ὑψιπύλη) — в древнегреческой мифологии — царица острова Лемнос, родившая от аргонавта Ясона двоих детей. В качестве рабыни нянька царевича Офельта, допустившая его гибель.

## Мифы
Дочь царя Лемноса Фоанта. Лемносские женщины несколько лет не совершали священнодействий Афродиты. В гневе Афродита наградила женщин козлиным запахом. Из-за этого мужья бросили жен и взяли себе жен-фракиянок. Женщины перебили своих мужей, только Гипсипила спасла отца Фоанта и помогла ему бежать.
Она стала царицей Лемноса. Когда на остров прибыли аргонавты, они вступили во временные браки с лемниянками, все лемниянки забеременели от аргонавтов, дав их имена сыновьям. Миф о пребывании аргонавтов на Лемносе носит архаичный характер и содержит мотивы группового брака (см. Минии), также считается, что этот миф является разновидностью мифов об амазонках.
На лемносских играх Гипсипила вручала награды победителям. Подарила Ясону багряный пеплос, который некогда хариты выткали Дионису. По другой версии, дарит Ясону меч Фоанта.
Родила от Ясона близнецов Евнея и Неброфона (или Деипила; по Еврипиду — Фоанта). Ясон не стал возвращаться за ней, получив Золотое Руно, поэтому, по Овидию, она прокляла его следующую жену Медею — также потерять мужа, а также двух сыновей.
Когда стало известно, что она спасла отца, лемносские женщины продали её в рабство (либо она бежала, схвачена пиратами и продана в рабство). Гипсипила стала рабыней царя Немеи Ликурга (или царя Фив Лика), и она стала нянькой его сына Офельта (Архемора). Пока она показывала героям, отправившимся против Фив, дорогу к источнику, Офельт погиб от укуса змеи. В память этой трагедии герои учредили Немейские игры.
Отец мальчика хотел казнить её, но герои спасли её (вариант: герои Амфиарай и Адраст). По трагедии Еврипида, её спасают сыновья и вместе с ней возвращаются на Лемнос.
По версии неясного происхождения, возлюбленная Аполлона.

## Прочее
В честь Гипсипилы назван астероид (587) Гипсипила, открытый в 1906 году.